# Familiennamen in Liechtenstein

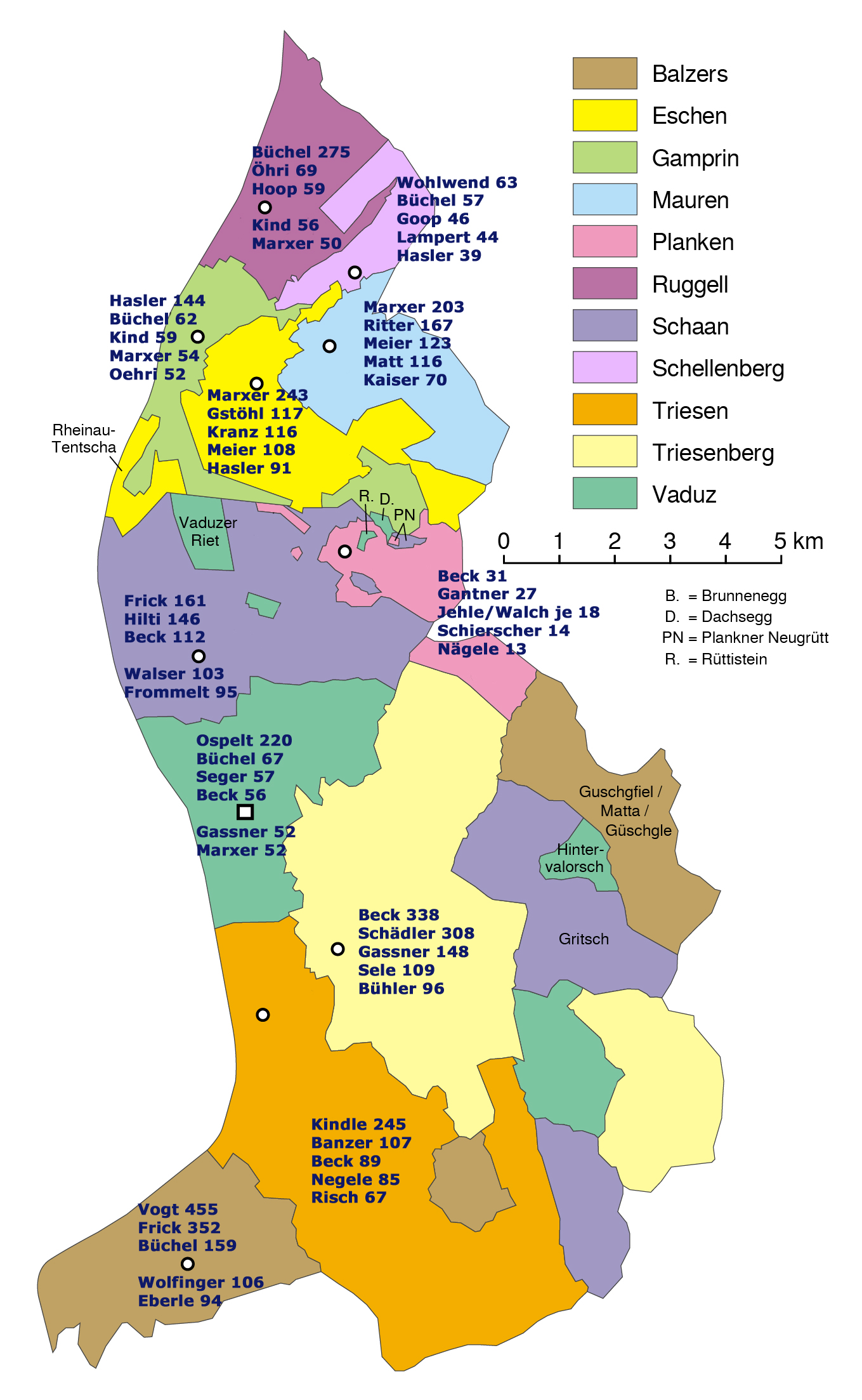
Landkarte der Top 5 Familiennamen in Liechtenstein

Die Familiennamen in Liechtenstein sind oftmals regional auf bestimmte Gemeinden konzentriert. Anlässlich der letzten Erhebung des Amts für Statistik in Liechtenstein im Jahr 2010 auf Grundlage der Daten im Zentralen Personenregister (ZPR) wurden 2393 Familiennamen von 24145 Personen mit liechtensteinischer Staatsangehörigkeit und Hauptwohnsitz im Fürstentum Liechtenstein (FL) geführt.

## Verteilung

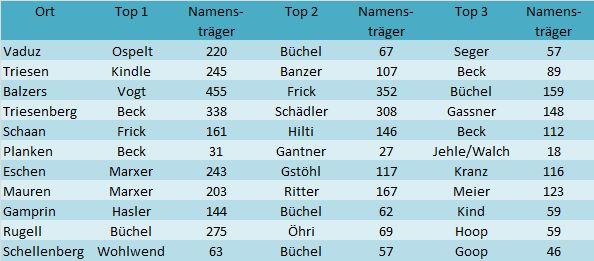
Familiennamen in den liechtensteinischen Gemeinden Top 1 bis Top 3

Von diesen 2393 Familiennamen entfielen 1538 auf Familien, bei denen lediglich drei oder weniger Personen diesen speziellen Familiennamen trugen (64,27 %). 47 von 2393 Familiennamen (1,96 % der Familiennamen) wiesen mehr als 100 Träger auf, von denen die Top 5 (= 14,63 % der Wohnbevölkerung mit FL-Staatsbürgerschaft) folgende Familiennamen sind:
- 802 Personen mit dem Familiennamen Büchel (3,32 % der Wohnbevölkerung mit FL-Staatsangehörigkeit),
- 746 Personen mit dem Familiennamen Beck (3,09 % der Wohnbevölkerung mit FL-Staatsangehörigkeit),
- 706 Personen mit dem Familiennamen Marxer (2,92 % der Wohnbevölkerung mit FL-Staatsangehörigkeit),
- 677 Personen mit dem Familiennamen Frick (2,80 % der Wohnbevölkerung mit FL-Staatsangehörigkeit) und
- 604 Personen mit dem Familiennamen Vogt (2,50 % der Wohnbevölkerung mit FL-Staatsangehörigkeit).

Im Liechtensteinischen Landtag haben in der Wahlperiode ab 2013 von den 25 Abgeordneten sieben Abgeordnete (28 %) einen Familiennamen, der aus den Top 5 der liechtensteinischen Familiennamen entstammt. Werden die Top 50 der Familiennamen in Liechtenstein dem Vergleich mit den gewählten Abgeordneten im Landtag zu Grunde gelegt, so zeigt sich, dass 17 Abgeordnete (68 %) einen solchen Familiennamen tragen (Top 100: 22 von 25 Abgeordneten).

## Die häufigsten 50 Familiennamen
Während in der Liste der Familiennamen 2010 die ersten 100 von solchen mit deutscher Herkunft dominiert sind, findet sich erst an 101. Stelle ein nichtdeutscher Familienname (Nguyen mit 30 Trägern und danach, weit entfernt an 133. Stelle der Statistik der Familienname Ming mit 20 Trägern).
Die 50 häufigsten Familiennamen in Liechtenstein sind:
| Nr.: | Familienname | Anzahl der Träger 2010 | Anmerkung                                                                |
| ---- | ------------ | ---------------------- | ------------------------------------------------------------------------ |
| 01   | Büchel       | 802                    | 2 Abgeordnete mit diesem Namen im Landtag 1 Abgeordneten-Stellvertreter  |
| 02   | Beck         | 746                    | 2 Abgeordnete mit diesem Namen im Landtag                                |
| 03   | Marxer       | 706                    | 1 Abgeordneter mit diesem Namen im Landtag 1 Abgeordneten-Stellvertreter |
| 04   | Frick        | 677                    | 1 Abgeordneter mit diesem Namen im Landtag                               |
| 05   | Vogt         | 604                    | 1 Abgeordneter mit diesem Namen im Landtag                               |
| 06   | Schädler     | 543                    |                                                                          |
| 07   | Hasler       | 449                    | 2 Abgeordnete mit diesem Namen im Landtag                                |
| 08   | Meier        | 400                    |                                                                          |
| 09   | Gassner      | 359                    |                                                                          |
| 10   | Ospelt       | 335                    |                                                                          |
| 11   | Kindle       | 327                    |                                                                          |
| 12   | Ritter       | 301                    |                                                                          |
| 13   | Eberle       | 292                    |                                                                          |
| 14   | Wohlwend     | 282                    | 1 Abgeordneter mit diesem Namen im Landtag                               |
| 15   | Frommelt     | 272                    |                                                                          |
| 16   | Gstöhl       | 261                    |                                                                          |
| 17   | Kaiser       | 233                    | 1 Abgeordneter mit diesem Namen im Landtag                               |
| 18   | Matt         | 222                    |                                                                          |
| 19   | Lampert      | 218                    | 1 Abgeordneter mit diesem Namen im Landtag                               |
| 20   | Sele         | 213                    |                                                                          |
| 21   | Biedermann   | 210                    |                                                                          |
| 22   | Walser       | 210                    |                                                                          |
| 23   | Risch        | 209                    | 1 Abgeordneten-Stellvertreter                                            |
| 24   | Kranz        | 201                    | 1 Abgeordneten-Stellvertreter                                            |
| 25   | Nigg         | 196                    |                                                                          |
| 26   | Bühler       | 190                    |                                                                          |
| 27   | Kaufmann     | 187                    | 1 Abgeordneten-Stellvertreter                                            |
| 28   | Oehri        | 184                    | 1 Abgeordneter mit diesem Namen im Landtag                               |
| 29   | Hilti        | 182                    |                                                                          |
| 30   | Öhri         | 177                    |                                                                          |
| 31   | Hoop         | 161                    |                                                                          |
| 32   | Banzer       | 150                    |                                                                          |
| 33   | Batliner     | 141                    | 2 Abgeordnete mit diesem Namen im Landtag                                |
| 34   | Heeb         | 141                    | 1 Abgeordneten-Stellvertreter                                            |
| 35   | Näscher      | 139                    |                                                                          |
| 36   | Sprenger     | 138                    |                                                                          |
| 37   | Negele       | 136                    |                                                                          |
| 38   | Jehle        | 132                    |                                                                          |
| 39   | Kind         | 132                    |                                                                          |
| 40   | Wachter      | 131                    | 1 Abgeordneten-Stellvertreter                                            |
| 41   | Wolfinger    | 129                    |                                                                          |
| 42   | Kieber       | 126                    |                                                                          |
| 43   | Nipp         | 119                    |                                                                          |
| 44   | Wanger       | 113                    |                                                                          |
| 45   | Foser        | 106                    |                                                                          |
| 46   | Wille        | 103                    |                                                                          |
| 47   | Nägele       | 102                    | 1 Abgeordneter mit diesem Namen im Landtag                               |
| 48   | Bargetze     | 99                     |                                                                          |
| 49   | Konrad       | 96                     | 1 Abgeordneter mit diesem Namen im Landtag                               |
| 50   | Thöny        | 96                     |                                                                          |
| #    | Gesamt       | 12588                  | 52,14 % der Wohnbevölkerung mit FL-Staatsbürgerschaft                    |

Während in Deutschland eine beherrschende Stellung der Berufsbezeichnungen in den Familiennamen anzufinden ist (siehe Liste der häufigsten Familiennamen in Deutschland) und in Österreich die Berufs- und Wohnstättennamen (siehe Familiennamen in Österreich) dominieren, ist die Verteilung in Liechtenstein durchwachsen und, sofern keine Bezüge zu Örtlichkeiten vorliegen, von anderen Berufsbezeichnungen bzw. Übernamen und Hausnamen geprägt.